# Hédilo
Hédilo (en griego antiguo: Ἥδυλος) fue un poeta escritor de epigramas griego del siglo III a. C., nativo de Samos o Atenas e hijo de la poetisa Hédile y de Melicerto. 
Sus poemas se incluyeron en la Guirnalda de Meleagro de Gadara (Proemio 45). Once de ellos forman parte de la Antología griega, pero es muy dudoso que sea el autor de dos de ellos, el IX y el X. La mayoría de sus epigramas elogian el vino y todos ellos son humorísticos. En algunos describe las ofrendas dedicadas al templo de Arsínoe II, entre las que menciona el órgano hidráulico de Ctesibio. Sabemos que era contemporáneo y rival de Calímaco y amigo de [Posidipo de Pela|[Posidipo]]. Por tanto vivió durante el reinado de Ptolomeo II Filadelfo, y debe catalogarse en la escuela alejandrina de poetas. Según Ateneo, se suicidó por desamor de un tal Glauco.

## Referencias

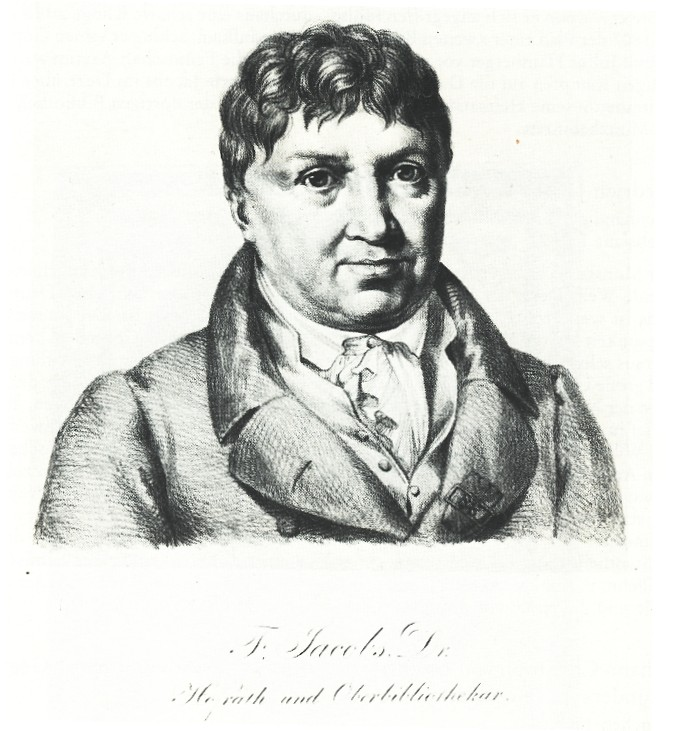
Friedrich Jacobs representado en un retrato.